# 248e régiment d'infanterie territoriale
Le 248e régiment d'infanterie territoriale est un régiment d'infanterie de l'armée de terre française qui a participé à la Première Guerre mondiale.

## Historique des garnisons, combats et batailles du248eRIT

### Première Guerre mondiale

#### Affectations
- 103e Division d'Infanterie Territoriale d'août 1915 à mars 1916.

## Drapeau
Il ne porte aucune inscription.